# Nereis perivisceralis
Nereis perivisceralis är en ringmaskart som beskrevs av Jean Louis René Antoine Édouard Claparède 1868. Nereis perivisceralis ingår i släktet Nereis och familjen Nereididae. Inga underarter finns listade i Catalogue of Life.